# Lee Yoo-mi
Lee Yoo-mi (hangul: 이유미; rr: I Yu-mi; Jeonju, 18 de julho de 1994) é uma atriz sul-coreana. Ela ganhou muito destaque após interpretar Ji-Yeong na série de TV Round 6.

## Biografia

### Vida pessoal
Lee nasceu em 18 de julho de 1994, em Jeonju-si, Coreia do Sul, de uma família sul-coreana. Ela recebeu seu diploma de ensino médio de uma instituição de ensino sem nome em sua cidade natal.

### Carreira
Lee Yoo-mi começou a atuar no final da adolescência em uma idade relativamente jovem. Ela fez sua estreia como atriz no filme The Yellow Sea em 2010 quando ela tinha cerca de 17 anos. Lee também fez sua estréia em uma série de TV com Future Boy no mesmo ano. Ela não apareceu em outra série de TV por cerca de quatro anos após sua estreia. Nessa época, ela esteve envolvida em longas-metragens, estrelando Grape Candy (2012), The Russian Novel (2013), Hwayi: A Monster Boy (2013), Rough Play (2013) e The Avian Kind (2015).
Apesar de seu talento como atriz, ela raramente é vista em papéis principais. Com exceção de Cheo Yong 2, ela atuou em seis séries de TV desde seu retorno em 2015. Ela fez participações em duas séries de televisão, Cheo Young 2 (2015) e Voice 2 (2018), respectivamente. Lee permaneceu ocupada em longas-metragens, entretanto, e a partir de 2021, ela já havia aparecido em quase 15 filmes. Ela também fez sua estreia na web série com Afternoon in a Small City em 2018. Ela também estrelou outra série online, It's Okay To Be Sensitive, no mesmo ano.

## Filmografia

### Filmes
| Ano             | Título                     | Papel                | Ref.   |
| --------------- | -------------------------- | -------------------- | ------ |
| 2010            | The Yellow Sea             | Filha de Kim Tae-won | [ 3 ]  |
| 2012            | Grape Candy                | Young Seon Joo       | [ 4 ]  |
| 2013            | The Russian Novel          | Yoo Mi               | [ 4 ]  |
| 2013            | Hwayi: A Monster Boy       | Amiga de Yoo Kyung   | [ 4 ]  |
| 2013            | Rough Play                 | Garota propaganda    | [ 4 ]  |
| 2015            | The Avian Kind             | Garota               | [ 5 ]  |
| 2016            | Like a French Film         |                      | [ 4 ]  |
| 2016            | Will You Be There?         | Yeon-ah              | [ 6 ]  |
| 2017            | Superpower Girl            | Maeng Ju-ri          | [ 7 ]  |
| 2017            | The Heartbeat Operator     | Hye Eun              | [ 8 ]  |
| 2018            | Never Ever Rush            | Hana                 | [ 9 ]  |
| 2018            | Outdoor Begins             | Ma-ri                | [ 10 ] |
| 2018            | The Whispering             | Byun Ji-eun          | [ 11 ] |
| 2018            | Park Hwa Young             | Se Jin               | [ 12 ] |
| 2020            | Young Adult Matters        | Yoon Se-jin          | [ 13 ] |
| 2021            | Hostage: Missing Celebrity | Ban So-yeon          | [ 14 ] |
| A ser anunciado | Rain Angel                 | Yea-ji               | [ 15 ] |

### Séries de televisão
| Ano  | Título                          | Rede | Papel                | Anotações                  | Ref.   |
| ---- | ------------------------------- | ---- | -------------------- | -------------------------- | ------ |
| 2010 | Future Boy                      | EBS  | Seo Yoon-doo         |                            | [ 16 ] |
| 2015 | Cheo Young 2                    | OCN  | Song Da-jung         | Participaçao no episódio 6 | [ 17 ] |
| 2017 | Children of the 20th Century    | MBC  | Mi Dal / Jo Min-hyun |                            | [ 18 ] |
| 2018 | Voice 2                         | OCN  | Hwang Hee-joo        | Participaçao no episódio 3 | [ 19 ] |
| 2018 | Just Dance                      | KBS2 | Kim Do-yeon          |                            | [ 20 ] |
| 2019 | Doctor John                     | SBS  | Na Kyung-ah          |                            | [ 21 ] |
| 2020 | Drama Stage – Everyone Is There | tvN  | Lee Gyu-jin          | Drama curto de um ato      | [ 22 ] |
| 2020 | 365: Repeat the Year            | MBC  | Kim Se-rin           |                            | [ 23 ] |

### Web series
| Ano  | Título                    | Rede     | Papel                      | Ref.   |
| ---- | ------------------------- | -------- | -------------------------- | ------ |
| 2018 | Afternoon in a Small City | Naver TV | Shin Na-ra                 | [ 24 ] |
| 2018 | It's Okay To Be Sensitive | Naver TV | Ye-ji                      | [ 25 ] |
| 2021 | Round 6                   | Netflix  | Ji-yeong (Jogadora nº 240) | [ 26 ] |
| 2022 | All of Us Are Dead        | Netflix  | Na-yeon                    | [ 27 ] |

## Prêmios e indicações
| Cerimônia de premiação                       | Ano  | Categoria               | Indicado / Trabalho                                    | Resultado | Ref.   |
| -------------------------------------------- | ---- | ----------------------- | ------------------------------------------------------ | --------- | ------ |
| Blue Dragon Film Awards                      | 2021 | Melhor nova atriz       | Young Adult Matters                                    | Indicada  | [ 28 ] |
| Buil Film Awards                             | 2021 | Melhor nova atriz       | Young Adult Matters                                    | Venceu    | [ 29 ] |
| Prêmios da Associação Coreana de Roteiristas | 2021 | Melhor nova atriz       | Hostage: Missing Celebrity Young Adult Matters         | Venceu    | [ 30 ] |
| Kinolights Awards                            | 2021 | Atriz do Ano (Nacional) | Round 6 Hostage: Missing Celebrity Young Adult Matters | 4º        | [ 31 ] |